# Avril 1875

## Événements
- Avril - mai (Allemagne) : Bismarck dénonce les tendances revanchardes de la France. Une campagne de presse, des propos tenus par Radowitz, familier du chancelier, qui laisse entendre qu’une guerre préventive est possible, inquiètent le gouvernement français, qui obtient l’appui de la Grande-Bretagne et de la Russie. Soutenu par la Grande-Bretagne, Alexandre II de Russie s’oppose aux efforts de Bismarck de faire jouer l’entente des « trois empereurs ».

- 5 avril : visite officielle de l’empereur François-Joseph Ier d'Autriche à Venise.
- 8 avril : création de la cour suprême du Canada. William Buell Richards en est le premier juge en chef.
- 10 avril :
  - Canada : établissement de Fort Calgary.
  - À Bombay, le brahmane gujrati Swami Dayananda Saraswati (en) (1824-1883) fonde le centre Arya Samaj, un groupe réformiste hindou qui cherche à retrouver la simplicité du rituel védique et à s’opposer aux religions du Livre. Il prône une réforme de l’hindouisme : abandon du culte des images, assouplissement du système des castes, etc. La diffusion des idées réformatrice du groupe est assurée par des prêcheurs qui suscitent l’hostilité des Sikhs et des Musulmans.
- 14 avril (Japon) : création d’une assemblée de conseillers, le Genro-in, qui constitue la première ébauche de délégation du pouvoir législatif.

## Naissances
- 5 avril : Mistinguett (Jeanne Bourgeois), chanteuse et danseuse française († 5 janvier 1956).
- 6 avril : Leonetto Cappiello, peintre, illustrateur, caricaturiste et affichiste italien naturalisé français († 2 février 1942).
- 7 avril : Antonio Miró Quesada de la Guerra, diplomate et homme politique péruvien († 15 mai 1935).
- 8 avril : Albert Ier de Belgique, roi des Belges († 17 février 1934).
- 9 avril : Jacques Futrelle, écrivain américain d'origine française († 15 avril 1912).
- 26 avril : Natalie Curtis, ethnomusicologue américaine, et une des premières analystes du jazz († 23 octobre 1921).

## Décès
- 6 avril : Moses Hess, philosophe allemand (° 1812), cofondateur de la ligue des communistes, puis précurseur du sionisme après 1848.
- 24 avril : Marc Seguin, ingénieur et inventeur français (° 1786).